# 허 희공
허 희공(許 僖公)은 허나라의 제14대 남작(재위: 기원전 655년 ~ 기원전 622년)이다. 이름은 업(業)이고, 허 목공의 아들이다.

## 행적
기원전 654년, 초 성왕이 북진하여 허나라를 쳤다. 희공은 어깨를 드러내어 항복의 예를 표하였고, 성왕은 이를 받아들였다.

## 출전
- 사마천, 《사기》 권40 초세가